# 17. etape af Tour de France 2010
Syttende etape af Tour de France 2010 var en 174 km lang bjergetape. Den blev kørt torsdag d. 22. juli fra Pau til Col du Tourmalet.
- Etape: 17. etape
- Dato: 22. juli
- Længde: 174 km
- Danske resultater:

056. Jakob Fuglsang + 11.35
057. Chris Anker Sørensen + 11.35
107. Matti Breschel + 28.58
111. Nicki Sørensen + 28.58
149. Brian Vandborg + 30.17
- Gennemsnitshastighed: 34,4 km/t

## Point- og bjergspurter

### 1. sprint (Bidos)
Efter 33 km
| Vinder | Edvald Boasson Hagen | 6p |
| 2.     | Juan Antonio Flecha  | 4p |
| 3.     | Aleksandr Kolobnev   | 2p |

### 2. sprint (Adast)
Efter 141,5 km
| Vinder | Edvald Boasson Hagen | 6p |
| 2.     | Aleksandr Kolobnev   | 4p |
| 3.     | Rémi Pauriol         | 2p |

### 1. bjerg (Côte de Renoir)
4. kategori stigning efter 13,5 km
| Plads | Navn                | Point |
| ----- | ------------------- | ----- |
| 1.    | Aleksandr Kolobnev  | 3     |
| 2.    | Rémi Pauriol        | 2     |
| 3.    | Juan Antonio Flecha | 1     |

### 2. bjerg (Col de Marie-Blanque)
1. kategori stigning efter 56,5 km
| Plads | Navn                 | Point |
| ----- | -------------------- | ----- |
| 1.    | Juan Antonio Flecha  | 15    |
| 2.    | Kristjan Koren       | 13    |
| 3.    | Rubén Pérez          | 11    |
| 4.    | Rémi Pauriol         | 9     |
| 5.    | Aleksandr Kolobnev   | 8     |
| 6.    | Marcus Burghardt     | 7     |
| 7.    | Edvald Boasson Hagen | 6     |
| 8.    | Carlos Sastre        | 5     |

### 3. bjerg (Col du Soulor)
1. kategori stigning efter 117,5 km
| Plads | Navn                 | Point |
| ----- | -------------------- | ----- |
| 1.    | Marcus Burghardt     | 15    |
| 2.    | Kristjan Koren       | 13    |
| 3.    | Rubén Pérez          | 11    |
| 4.    | Rémi Pauriol         | 9     |
| 5.    | Juan Antonio Flecha  | 8     |
| 6.    | Aleksandr Kolobnev   | 7     |
| 7.    | Edvald Boasson Hagen | 6     |
| 8.    | Carlos Sastre        | 5     |

### 4. bjerg (Col du Tourmalet)
HC kategori stigning efter 174 km
| Plads | Navn                  | Point |
| ----- | --------------------- | ----- |
| 1.    | Andy Schleck          | 40    |
| 2.    | Alberto Contador      | 36    |
| 3.    | Joaquim Rodríguez     | 32    |
| 4.    | Ryder Hesjedal        | 28    |
| 5.    | Samuel Sánchez        | 24    |
| 6.    | Denis Mensjov         | 20    |
| 7.    | Robert Gesink         | 16    |
| 8.    | Chris Horner          | 14    |
| 9.    | Jurgen van den Broeck | 12    |
| 10.   | Roman Kreuziger       | 10    |

## Resultatliste
|    | Navn                  | Land         | Hold                | Tid     |
| -- | --------------------- | ------------ | ------------------- | ------- |
| 1  | Andy Schleck          | Luxembourg   | Team Saxo Bank      | 5:03.29 |
| 2  | Alberto Contador      | Spanien      | Astana Pro Team     | + 0.00  |
| 3  | Joaquim Rodríguez     | Spanien      | Team Katusha        | + 1.18  |
| 4  | Ryder Hesjedal        | Canada       | Garmin-Transitions  | + 1.27  |
| 5  | Samuel Sánchez        | Spanien      | Euskaltel-Euskadi   | + 1.32  |
| 6  | Denis Mensjov         | Rusland      | Rabobank            | + 1.40  |
| 7  | Robert Gesink         | Holland      | Rabobank            | + 1.40  |
| 8  | Chris Horner          | USA          | Team RadioShack     | + 1.45  |
| 9  | Jurgen van den Broeck | Belgien      | Omega Pharma-Lotto  | + 1.48  |
| 10 | Roman Kreuziger       | Tjekkiet     | Liquigas-Doimo      | + 2.14  |
| 11 | Damiano Cunego        | Italien      | Lampre-Farnese Vini | + 3.00  |
| 12 | Nicolas Roche         | Irland       | Ag2r-La Mondiale    | + 3.26  |
| 13 | Andreas Klöden        | Tyskland     | Team RadioShack     | + 3.30  |
| 14 | John Gadret           | Frankrig     | Ag2r-La Mondiale    | + 3.35  |
| 15 | Kanstantsin Siutsou   | Hviderusland | Team HTC-Columbia   | + 3.44  |

## Manglende ryttere
- 209  Simon Špilak (LAM) udgik.

## Ekstern henvisning
- Etapeside Arkiveret 16. juli 2010 hos  Wayback Machine på Letour.fr Arkiveret 28. februar 2011 hos  Wayback Machine (fransk) (engelsk)